# Иві
И́ві (ест. Õvi küla) — село в Естонії, у волості Тарту повіту Тартумаа.

## Населення
Чисельність населення на 31 грудня 2011 року становила 49 осіб.

## Географія
Через населений пункт проходить автошлях 41 (Кяревере — Кяркна).